# Contact visuel
Le contact visuel est un contact qui s’établit par les yeux, en vue d’un échange communicationnel. Il peut aussi se faire avec l’environnement et les objets utilisés pour une tâche. Le contact visuel nécessite d’avoir une bonne attention visuelle.
Le contact visuel est la forme principale de communication chez le bébé. Il permet de créer un lien d’attachement sécurisant entre le bébé et ses parents et ainsi favoriser son développement. La vision en interrelation avec les autres sens permet au bébé de découvrir et d’explorer son environnement.  Elle permet aussi de confirmer les informations reçues par les autres sens.
Chez les enfants, le contact visuel joue un rôle important. Il permet d’enregistrer les informations transmises par son interlocuteur ou d’imiter le comportement des adultes en vue d’apprendre à faire une activité ou tout simplement pour jouer. Le contact visuel est essentiel pour développer des habiletés sociales ainsi que des habiletés motrices. Au niveau scolaire, le contact visuel sert à lire et écrire.
L’absence de contact visuel avec les individus ou les objets peut rendre difficile le développement social ainsi que le développement des habiletés motrices, car l’enfant n’est pas sensible aux rétroactions de l’environnement perçues par les yeux. Plus largement, les problèmes visuels peuvent aussi retarder l’apprentissage du langage en plus d’entraîner des difficultés au niveau des relations spatiales (en haut, en dessous, etc.). Ces difficultés peuvent être associées à plusieurs conditions de santé dont la paralysie cérébrale, l’autisme et le retard du développement.Dans certaines cultures, le contact visuel direct avec les aînés est évité, en Haïti par exemple ou dans certaines cultures asiatiques telles que la Corée du sud. Cela dit, le fait de ne pas soutenir le regard de l'autre devient alors signe d'un profond respect.[réf. souhaitée]